# كايا
كايا (بالإنجليزية: Kaya)‏ هو مغني موريشيوسي، ولد في 10 أغسطس 1960 في بورت لويس في موريشيوس، وتوفي بنفس المكان في 21 فبراير 1999.

## وصلات خارجية
- الموقع الرسمي
- كايا على موقع ميوزك برينز (الإنجليزية)
- كايا على موقع ديسكوغز (الإنجليزية)